# Lars Magnar Enoksen
Lars Magnar Enoksen (* 1960 in Malmö) ist ein norwegisch-schwedischer Autor und Glíma-Ringer.

## Leben
Enoksen wurde 1960 in Malmö als Sohn einer Schwedin und eines Norwegers geboren. In der zweiten Hälfte der 1970er-Jahre war er einer der aller ersten Punks in Schweden mit Irokesenschnitt und 1979 Gründer der expressionistischen Band Kabinett Död.

### Comic
Für Walt Disney war Enoksen in den 1980er-Jahren der einzige schwedische Texter und Szenario-Schreiber für Walt Disney’s Comics & Stories, was der wöchentlich erscheinenden norwegischen Comiczeitschrift Donald Duck & Co oder der deutschen Micky Maus entspricht, und wirkte dabei an etwa 600 Serienseiten mit, die seit den 1980er Jahren weltweit publiziert wurden.
Zum Ende der 1980er Jahre war Enoksen an der Kvarnby Folkhögskola an der Comiczeichner-Ausbildung in Malmö beteiligt und dort als Hauptlehrer und Kursleiter tätig. In demselben Zeitraum arbeitete er an mehreren Comic-Serien für Erwachsene, die bewusst ziemlich obskur und bizarr waren.
1988 eröffnete Enoksen eine Comiczeichner-Schule für Kinder und Jugendliche. In den 1990er Jahren folgten Klassen in Malmö, Dalby, Vellinge und Höganäs, wobei gleichzeitig das Texten für Comicserien nachließ.

### Nordisches Altertum
1989 leitete Enoksen seine Karriere als Glíma-Ringer ein. In Norwegen entspricht dies dem Ringer im Broktak. Glima ist ein altnordischer Ringsport. Während Enoksen auf Island Glima erlernte, eignete er sich gleichzeitig die isländische Sprache an. Darauf begann er wieder mit seinem Kindheitsinteresse für Geschichte, Wikinger und Germanen zu liebäugeln. Mit diesem neu erwachten Interesse und seinen Sprachkenntnissen begann er, im Selbststudium die wikingerzeitlichen Runenschriften, isländischen Sagas und die Eddagedichte zu lesen und zu studieren.
1995 veröffentlichte Enoksen ein erstes  populär-pseudowissenschaftliches Buch über Runen (Verlag: Historiska Media in Lund) und bringt dort seit 1998 bald jährlich ein weiteres Buch heraus in vorwiegend in schwedischer und englischer Sprache. Seine laienhaften Ausarbeitungen zur mittelalterlichen nordischen Literatur, Runen und des Weiteren finden in der wissenschaftlichen Forschung keine Anerkennung.

### Projekte
Enoksen war Leiter eines Projektes des Wikingerschiffsmuseums Roskilde über das Thema, wie die Wikinger ihre Kriegsfertigkeiten erlangten. Das Projekt erreichte 2007 seinen Höhepunkt in einer zweimonatigen Reise mit einem Wikingerschiff von Skandinavien nach England.

## Preise und Auszeichnungen
- 2000: Lengertz litteraturpris[2]

## Veröffentlichungen
Comics
- Ärans Blod, 1988.
- Starkaters Sista Nidingsdåd, 1989.
- Nattens Drottning, 1994.

Kinder und Jugendbücher
- Enok lär dig rita serier, 1998.

Belletristik
- Odens Korpar, 2001.

Runen und Wikinger
- Lilla Runboken – en introduktion till Vikingatidens Runor, 1995.
- Runor – historia, tydning, tolkning, 1998.
- Skånska Runstenar, 1999.
- Fornnordisk Mytologi – enligt Eddans lärdomsdikter, 2000.
- Skånska Fornminnen, 2001.
- Runor – historia, tydning, tolkning, (pocket) 2002.
- Vikingarnas egna ord, 2003.
- Vikingarnas stridskonst, 2004.
- Gudar och gudinnor i Norden, 2005 (Norsk overs. 2006: Norrøne guder og gudinner).
- Djur och natur i fornnordisk mytologi, 2006.
- Vikingenes runer, 2010.
- Håvamål, 2010.
- Runor-Mästarens handbok, 2015.
- Heathen Rites, 2016.